# Siewca Wiatru
Siewca Wiatru – powieść fantasy autorstwa Mai Lidii Kossakowskiej wydana w styczniu 2004 roku przez wydawnictwo Fabryka Słów. Po wyczerpaniu nakładu, w 2007 roku ukazało się drugie wydanie powieści. W lutym 2010 opublikowany został pierwszy z dwóch tomów kontynuacji książki, zatytułowanej Zbieracz Burz. Premiera drugiego tomu miała miejsce we wrześniu 2010.
Książka została przypisana do serii „Zastępy anielskie”.

## Geneza
Ostateczną kreację Siewcy Wiatru poprzedziło znaczne zainteresowanie autorki w materii bytów niebiańskich. Studiując archeologię, zetknęła się z tekstami, w których zaskoczyły ją konteksty, w których występowały imiona aniołów. Zainspirowały ją też wykłady profesora Andrzeja Wiercińskiego pod tytułem „Antropologia magii i religii”, w których dowiedziała się między innymi o czarnej magii, w której występowały postacie aniołów. Efektem tych zainteresowań było pojawienie się na rynku wydawniczym kilkunastu opowiadań o tematyce zbliżonej do "Siewcy wiatru", które zostały zawarte w opublikowanym później, w marcu 2003 roku, tomie o tytule Obrońcy Królestwa wydanym przez wydawnictwo Runa. Ten zaś – uzupełniony o dwa nowe opowiadania – ukazał się w nowej wersji w sierpniu 2008 roku już pod nowym, zmienionym tytułem – Żarna niebios i tym razem wydany został już przez Fabrykę Słów.

## Fabuła

### Prolog
Początek historii ma miejsce parę tysięcy lat przed głównymi wydarzeniami. Aniołowie Zniszczenia, zwani też Szarańczą, trzon armii Boga, niszczeją, zmuszeni do prac nad tworzeniem świata. Ich dowódca, Kamael, oraz jego przyjaciel – Daimon Frey – są z tego faktu niezadowoleni. To oni właśnie pierwsi dostrzegają zwiastuny przyszłego ataku Cienia. Zostają jednakże zignorowani przez ówczesnego władcę Królestwa – Demiurga Jaldabaota – i samotnie, na czele nielicznych oddziałów muszą stawić czoło niebezpieczeństwu. Walka wydaje się być z góry przegrana, ale Daimon wpada, pod wpływem bezradności, na niezwykle niebezpieczny pomysł: kradnie Bogu Złoty Klucz, który ma zdolność do otwierania i zamykania wymiarów i tym samym ratuje swoich podwładnych oraz Królestwo. Zostaje za to oskarżony o świętokradztwo i skazany na śmierć. Wyrok zostaje wykonany, jednakże anioł zostaje wskrzeszony przez Pana jako Jego Wybraniec. Od tej pory staje się bohaterem, głównodowodzącym Aniołami Zniszczenia oraz otrzymuje prawo burzenia światów. Jego imię zaczyna siać popłoch wśród zastępów.

### Rozwinięcie
Akcja dalszej części powieści rozgrywa się już znacznie później. W międzyczasie zdążyło dojść do powstania Głębi (piekła, lecz nie w ogólnie znanym znaczeniu), którym rządzi Lucyfer. Natomiast Bóg opuścił aniołów i Królestwo, zostawiając ich samym sobie. Królestwem rządzi czwórka archaniołów, z których najważniejszy jest Gabriel, będący jego namiestnikiem. Wespół z władcą Głębi, ukrywają przed resztą boskich zastępów fakt nieobecności Pana. Jednakże, pewne wydarzenie grozi ujawnieniem tej tajemnicy i ogólnym chaosem w niebiosach. Jest nim kradzież Księgi, znajdującej się do tej pory pod opieką Razjela i zawierającej najpotężniejsze zaklęcia świata. W międzyczasie Daimon patroluje obrzeża świata w poszukiwaniu potencjalnych niebezpieczeństw. Zaalarmowani przez Razjela archaniołowie, jednomyślnie podejmują decyzję o nieoznajmianiu nowego stanu rzeczy szerokiej publiczności. Daimon natomiast, spotyka w swojej podróży jedną z Bestii – Baranka – która przepowiada mu kolejne przyjście Cienia. Po powrocie, dyskutuje na ten temat z archaniołami, otrzymując w tej samej chwili zaproszenie od Pistis Sophii – anielicy, będącej wcieleniem Mądrości Pańskiej – które z braku wyboru przyjmuje. Anielica ma wobec niego swój własny plan i przedstawia mu Zoe – młodą pisarkę – z nadzieją, że dziewczynie uda się przypodobać aniołowi i w przyszłości wywierać na niego wpływ. Daimon i przyjaciele opuszczają jej domostwo niezadowoleni, tylko po to, by odkryć, iż w jednym z niebios pojawiły się Bestie. Archaniołom udaje się je przepędzić. Później akcja książki przenosi się na chwilę do Głębi, gdzie odbywa się rozmowa Lucyfera, pana piekieł oraz jego przyjaciela, Asmodeusza. Pokrótce opisana zostaje obecna sytuacja tejże krainy, do niedawna znajdującej się na skraju wojny domowej. W międzyczasie, aniołów-szpieg przynosi archaniołom informację na temat domniemanego miejsca ukrycia Księgi. Ci powierzają misję odzyskania jej Szeolitom i informują o tym byłego przywódcę komanda, Alimona. W składzie na nowo uformowanego zespołu znajdzie się Drago Gamerin, stały bywalec jednej z karczm w Limbo. Jednocześnie, Gabriel otrzymuje pozew za nadużywanie władzy. W obawie o komplikacje prowadzonych przez siebie spraw, włącza do tajemnicy zniknięcia Księgi władcę Głębi, Lucyfera. Ten, oburzony, przystaje na propozycję Gabriela, jednakże wymusza na nim posłanie Kruków (oddziału specjalnego Głębi, a jednocześnie śmiertelnych wrogów ich anielskiego odpowiednika) wraz z Szeolitami. Podczas wykonywania misji, oba zespoły zostają wprowadzone w błąd, co kończy się obustronną masakrą. Jedynymi, którzy przeżyli, są Drago oraz jeden komandos Głębi. Informują oni potem przełożonych o zastawionej na nich zasadzce. W czasie, w którym zachodzi próba odzyskania Księgi, Gabriel zabiera Daimona ze sobą w odwiedziny do przyjaciela – okazuje się nim być młoda, piękna pół-anielica o imieniu Hija. Przypada ona z miejsca do gustu Abaddonowi. Równolegle do tych wydarzeń, poznajemy również Drop, która akuratnie spaceruje po cmentarzu. Mimowolnie staje się ona świadkiem przekazania Księgi z rąk do rąk. Po tej wzmiance, akcja wraca do osoby Daimona, który rozwija swój związek z Hiją podczas uroczystego wieczoru w domu Gabriela. Oboje stopniowo zakochują się w sobie. Następnego dnia Gabriel zmuszony jest uciec z Królestwa. Abaddon znajduje mu schronienie poprzez wizytę na Ziemi oraz pośrednictwo Samaela. Tymczasem, w Królestwie dochodzi do wojny domowej po odejściu Regenta – ma to również wpływ na podobną falę wystąpień w Głębi. Ścigany przez skrytobójców, Drago przypadkowo spotyka się z Drop w nieoczekiwanych okolicznościach i od tej pory trzymają się razem. Z początku ukrywa ją w domu swojego przyjaciela. Trochę czasu później, równolegle do tych wydarzeń, Daimon przyjmuje w domu posłanniczkę od Sophii, Zoe, która przynosi ze sobą w darze broszę. Okazuje się ona być Pożeraczem podstępnie posłanym przez Pistis, magicznym stworem pożerającym dusze. Po dłuższej walce istota zostaje pokonana. W efekcie, anioł udaje się do Gabriela. Natomiast Głębianie oraz część aniołów Królestwa szykują mały przewrót, który miałby na celu przywrócenie Regenta do władzy. Tymczasem namiestnik przeżywa zamach na swoją osobę, Drago oraz Drop nadal uciekają przed prześladowcami, a Daimon spotyka dawnego demiurga, co kończy się dla niego tragicznie. Życie Anioła Zagłady ratuje Hija, która zawiera pakt ze śmiercią. Wkrótce później Gabriel triumfalnie wraca do Królestwa, lecz wyspa Hiji została zaatakowana i przy jej próbie ratunku dość nieudanym zaklęciem, utyka pomiędzy wymiarami. W tym czasie Drop i Drago przeszukują cmentarz, gdzie po walce z hordami demonów udaje im się odzyskać Księgę. Daimon przeżywa kryzys, powodowany pierwotnymi wieściami o śmierci ukochanej. Jednakże, Gabriel informuje anioła o obecnej sytuacji anielicy, co kończy się poprawą sytuacji. Wspólnymi siłami, przyjaciele naradzają się nad obecną sytuacją Królestwa. Abaddon proponuje plan zgładzenia buntowników poprzez poprowadzenie wojska przez Siódme Niebo, który zresztą z powodzeniem wciela w życie. Wkrótce później następuje mobilizacja wojsk, powodowana coraz większą odczuwalnością działań Siewcy. Niedługo potem armia Antykreatora atakuje z całą siłą, co jest zaczątkiem ogromnej bitwy – z góry straconej dla żołnierzy Królestwa. Ratuje ich niespodziewana pomoc, która pozwala Daimonowi stawić czoła Siewcy, wypełniając swoje przeznaczenie.

### Epilog
Gabriel, Michał oraz inni archaniołowie omawiają straty po bitwie. Ogłaszają przy tym amnestię dla wszystkich aniołów dezerterów. Potem Razjel udaje się do domostwa Sophii, którą ostrzega na przyszłość przed podobnymi zachowaniami. Udziela jej również rady, aby przestała trwać w przeszłości, a zaczęła nadążać za postępującymi zmianami. Tymczasem Daimon dochodzi do siebie po ostatnich wydarzeniach, tak samo Drop – chwilowo opuszczona przez Drago. Przy czym Abaddon zostaje doprowadzony do przyzwoitego stanu dzięki wspólnym działaniom Gabriela oraz Hiji, a Drop zamieszkuje z Drago we wspólnym domu na przedmieściach Limbo. Gabriel ma pewne wątpliwości co do tego, czy dobrze sprawuje władzę w Królestwie i czy Jasność pochwalałaby jego decyzje. Razem z Razjelem zastanawiają się dlaczego Pan opuścił Niebo, w końcu dochodzą do wniosku, że może zrobił to z miłości; dając tym samym aniołom wolną wolę.